# Bombtrack
«Bombtrack» es la canción con la que Rage Against the Machine inicia su álbum debut homónimo de 1992. Como la mayoría de las canciones de Rage Against the Machine, la letra y la temática de la canción está en contra de la desigualdad social, proclamando que "landlords and power whores were going to "burn"(traducción literal: los terratenientes y las putas del poder iban a arder). El riff del inicio de la canción fue compuesto por Tom Morello, guitarrista de Rage Against the Machine, cuando tocaba con el grupo Lock Up, y, tras escucharlo, le dijeron a Tom que era muy "heavy".
El vídeo musical se basa en la época del terrorismo en Perú cuando integrantes del grupo terrorista Sendero Luminoso perpetraron numerosas acciones y atentados contra población civil en zonas rurales y urbanas; enfrentadas principalmente por la policía y fuerzas armadas peruanas, es por eso que el interés del grupo californiano se centró en  Perú, mostrando imágenes del grupo terrorista Sendero Luminoso
y su líder, Abimael Guzmán, capturado y mostrado a la prensa enjaulado. La portada del sencillo es el retrato del comandante argentino-cubano Che Guevara.

## Pistas incluidas
1. "Bombtrack"
2. "Bombtrack [Session Version]"
3. "Bombtrack [Live Version]"